# Aloísio Teixeira Garcia
Aloísio Teixeira Garcia (Lavras, 27 de abril de 1944 — Belo Horizonte, 19 de maio de 2024) foi um professor e político brasileiro do estado de Minas Gerais.

## Carreira
Aloísio Garcia foi deputado estadual constituinte de Minas Gerais na 11ª legislatura (1987-1991) pelo PMDB. Foi diretor-adjunto do Bemge (1970-1972) e presidente do Instituto Brasileiro do Café (1984-1985). Depois de ser eleito deputado, licenciou-se para ocupar o cargo de secretário de Estado da Educação de Minas Gerais. Foi também secretário de Estado da Cultura, chefe de gabinete dos Ministérios da Agricultura e da Indústria e do Comércio, presidente do Centro Universitário UNA e presidente da mantenedora da Faculdade de Ciências Gerenciais de Manhuaçu. É também membro da Academia Mineira de Letras, ocupando a cadeira nº 36.
Morreu aos 80 anos na manhã do dia 19 de maio de 2024. A causa da morte não foi divulgada.